# Caperonia zaponzeta
Caperonia zaponzeta là một loài thực vật có hoa trong họ Đại kích. Loài này được Mansf. mô tả khoa học đầu tiên năm 1925.